# Xiamen Cross Strait Financial Centre
La 	Xiamen Cross Strait Financial Centre est un gratte-ciel en construction à Xiamen en Chine. Les travaux ont débuté en 1996 et devraient s'achever en 2019, après une longue période d'interruption. Il culminera alors à 343 mètres pour 68 étages, devenant ainsi le plus haut gratte-ciel de la ville. Il est situé à côté de la Xiamen International Centre Hotel Tower.